# دانشگاه باچاخان
دانشگاه باچاخان (به پشتو: باچا خان پوهنتون) (به اردو: جامعہ باچاخان) دانشگاهی دولتی است که در شهر چارسده ایالت خیبر پختونخوا پاکستان قرار دارد. این دانشگاه در ژوئیه ۲۰۱۲ به منظور پیشبرد دانش و یادگیری از طریق تحقیقات و آموزش و پرورش با کیفیت برای پاکستان ایجاد شد.

در ۲۰ ژانویه ۲۰۱۶ طی یک حمله تروریستی به این دانشگاه که به دست تعدادی مرد مسلح انجام شد ۲۲ نفر از دانشجویان و استادان دانشگاه کشته و چندین نفر زخمی شدند.